# Псилатос
Псила̀тос (на гръцки: Ψυλλάτος; на турски: Sütlüce) е село в Кипър, окръг Фамагуста. Според статистическата служба на Северен Кипър през 2011 г. селото има 291 жители.
Де факто е под контрола на непризнатата Севернокипърска турска република.